# Neoantistea procteri
Neoantistea procteri là một loài nhện trong họ Hahniidae.
Loài này thuộc chi Neoantistea. Neoantistea procteri được Willis J. Gertsch miêu tả năm 1946.